# Tetrix crassivulva
Tetrix crassivulva är en insektsart som beskrevs av Jacques Denis 1954. Tetrix crassivulva ingår i släktet Tetrix och familjen torngräshoppor, Tetrigidae. Inga underarter finns listade i Catalogue of Life.